# Carciofi alla giudia
I carciofi alla giudìa sono un tipico piatto della cucina ebraico-romanesca. La ricetta originale consiste, fondamentalmente, in una frittura di carciofi.

## Storia
I carciofi alla giudìa hanno origine molto antica, visto che vengono citati anche in ricettari e memorie del XVI secolo. Si tratta infatti di un piatto di derivazione romana, nato più precisamente nel ghetto ebraico della capitale. 

### Carciofi alla giudia ekosher
Nel 2018, il rabbinato centrale di Israele ha dichiarato che i Carciofi alla giudia non sono un piatto kosher, dal momento che insetti si possono annidare tra le foglie. Gli ebrei romani si sono opposti alla decisione, affermando che i carciofi romaneschi hanno foglie così attaccate le une alle altre che è impossibile per un insetto entrare nell'interstizio.

## Ingredienti
Per realizzare questa ricetta è necessario utilizzare rigorosamente i carciofi cimaroli (detti anche mammole) che sono i migliori della varietà "romanesco" coltivata fra Ladispoli e Civitavecchia. Questo tipo di carciofo risulta essere tondo, particolarmente tenero e, soprattutto, privo di spine. Grazie a quest'ultima caratteristica i carciofi alla giudìa, una volta cotti, possono essere consumati integralmente senza scartare nulla.